# 陈头岗停车场
陈头岗停车场是广州地铁22号线的车辆基地，位于中国广东省广州市番禺区东新高速与南大干线交界处。停车场与西南处的陈头岗站接轨。

## 基本信息
陈头岗停车场建筑面积约8万平方米，设20列位停车列检、2列位周月检线，1条临修线、1条镟轮线、1条试车线。停车场是广州地铁首座实施装配式施工的车辆基地。
停车场配套有综合楼，承担着未来公交首末站、地铁交通衔接空间、地铁维修运转楼等功能，其包括停车场、主变电所、综合培训楼等项目。停车场亦设有上盖物业开发。

## 历史
停车场于2017年12月进场施工，2020年1月实现停车场盖板及综合楼顺利封顶。
首列工程车于2020年9月19日进场，9月25日首列电客车进场，10月31日完成热滑试验。2020年12月，陈头岗停车场完成“三权”移交，开始运营调试。